# Willem II in het seizoen 2005/06
Het seizoen 2005/06 van Willem II was het 51ste seizoen van de Nederlandse betaaldvoetbalclub uit Tilburg sinds de invoering van het betaald voetbal in 1954. De club speelde net als het voorgaande seizoen, toen het op de tiende plaats eindigde, in de Eredivisie.
Willem II begon het seizoen slecht, met slechts 8 punten in 13 wedstrijden. De matige prestaties kwamen trainer Robert Maaskant na de met 3-4 verloren thuiswedstrijd tegen Vitesse (12e speelronde) op ontslag te staan. Opmerkelijk genoeg had hij weinig krediet. Het seizoen ervoor had hij een keurige tiende plaats in de competitie behaald en drong Willem II door tot de bekerfinale. Hoewel deze wedstrijd werd verloren, mocht Willem II toch Europees voetbal spelen, omdat bekerwinnaar PSV ook kampioen was geworden. Tegen AS Monaco hadden de Tilburgers in beide wedstrijden geen schijn van kans, maar de ervaring was mooi meegenomen.
Technisch directeur Kees Zwamborn nam de taken van Maaskant tot het einde van het seizoen over. Hij verving clubicoon Toine van Mierlo als assistent-trainer, ten faveure van de coach van het beloftenteam Marco de Ruiter. Dat leidde later tot een breuk tussen Willem II en Van Mierlo. Zwamborn kreeg in de winterstop vijf nieuwe spelers, maar kon het tij niet keren. Hoewel het spel verbeterd was, eindigde Willem II op de voorlaatste plaats met 19 punten voorsprong op rodelantaarndrager RBC Roosendaal.
In de play-offs om promotie en degradatie won Willem II alle vier de wedstrijden tegen FC Zwolle en De Graafschap, waardoor de club ook in het seizoen 2006/07 uit mocht komen in de Eredivisie.

## Selectie
Willem II speelde dit seizoen voor het eerst met vaste rugnummers (zonder spelersnaam op het shirt). Een aantal spelers nam het rugnummer van een vertrokken of naar de beloften teruggezette speler over.
| Nr. |                    | Naam                  | Competitie | Competitie | Europa | Europa | Beker     | Beker     | Play-offs | Play-offs | Totaal | Totaal | Positie                 | Vorige club              | Opmerkingen                        |
| Nr. | W                  | Naam                  |            | W          |        | W      |           | W         |           | W         |        |        | Positie                 | Vorige club              | Opmerkingen                        |
| --- | ------------------ | --------------------- | ---------- | ---------- | ------ | ------ | --------- | --------- | --------- | --------- | ------ | ------ | ----------------------- | ------------------------ | ---------------------------------- |
| 1   | Vlag van Nederland | Oscar Moens           | 11         | 0          | 2      | 0      | 0         | 0         | 0         | 0         | 13     | 0      | doelman                 | Genoa 1893               |                                    |
| 2   | Vlag van Nederland | Nuelson Wau           | 24         | 1          | 2      | 0      | 0         | 0         | 4         | 0         | 30     | 1      | verdediger              | Jeugdopleiding Willem II |                                    |
| 3   | Vlag van Nederland | Albert van der Haar   | 18         | 0          | 1      | 0      | 1         | 0         | 2         | 0         | 22     | 0      | verdediger              | FC Zwolle                |                                    |
| 4   | Vlag van Nederland | Frank van der Struijk | 15         | 0          | 0      | 0      | 0         | 0         | 3         | 0         | 18     | 0      | verdediger              | Jeugdopleiding Willem II |                                    |
| 5   | Vlag van Nederland | Michel Kreek          | 4          | 0          | 1      | 0      | 0         | 0         | 0         | 0         | 5      | 0      | verdediger              | AEK Athene               | Einde carrière vanaf december 2005 |
| 5   | Vlag van Ecuador   | José Valencia         | 15         | 1          | 0      | 0      | 0         | 0         | 4         | 0         | 19     | 1      | verdediger              | N.E.C.                   | Per januari 2006                   |
| 6   | Vlag van Nederland | Martijn Reuser        | 20         | 5          | 2      | 0      | 1         | 0         | 4         | 3         | 25     | 8      | middenvelder/aanvaller  | Ipswich Town             |                                    |
| 7   | Vlag van Nederland | Anouar Hadouir        | 24         | 5          | 1      | 1      | 1         | 0         | 2         | 2         | 28     | 8      | aanvaller               | Jeugdopleiding Willem II |                                    |
| 8   | Vlag van Nederland | Raymond Victoria      | 25         | 0          | 2      | 0      | 0         | 0         | 3         | 0         | 30     | 0      | verdediger/middenvelder | De Graafschap            |                                    |
| 9   | Vlag van België    | Mousa Dembélé         | 33         | 9          | 2      | 0      | 1         | 0         | 3         | 1         | 39     | 10     | aanvaller               | Germinal Beerschot       |                                    |
| 10  | Vlag van België    | Tom Caluwé            | 15         | 3          | 2      | 0      | 0         | 0         | 0         | 0         | 17     | 3      | middenvelder            | KV Mechelen              | Per jan. 2006 naar FC Utrecht      |
| 10  | Vlag van Engeland  | Joe Keenan            | 13         | 1          | 0      | 0      | 0         | 0         | 3         | 1         | 16     | 1      | middenvelder            | Chelsea FC               | Per jan. 2006 gehuurd              |
| 11  | Vlag van Nederland | Kevin Bobson          | 22         | 1          | 1      | 0      | 1         | 0         | 2         | 0         | 26     | 1      | aanvaller               | RCD Espanyol             |                                    |
| 12  | Vlag van België    | Sven Delanoy          | 4          | 0          | 2      | 1      | 0         | 0         | 0         | 0         | 7      | 0      | middenvelder            | Jeugdopleiding Willem II |                                    |
| 12  | Vlag van Nederland | Jens Janse            | 9          | 0          | 0      | 0      | 0         | 0         | 0         | 0         | 9      | 0      | verdediger              | Jeugdopleiding PSV       |                                    |
| 14  | Vlag van Finland   | Marko Kolsi           | 3          | 0          | 2      | 0      | 0         | 0         | 0         | 0         | 5      | 0      | middenvelder            | FC Jokerit               |                                    |
| 15  | Vlag van Nederland | Iwan Redan            | 11         | 8          | 0      | 0      | 0         | 0         | 4         | 2         | 15     | 10     | aanvaller               | RKC Waalwijk             |                                    |
| 16  | Vlag van Australië | Peter Zoïs            | 11         | 0          | 0      | 0      | 1         | 0         | 1         | 0         | 13     | 0      | doelman                 | NAC Breda                |                                    |
| 17  | Vlag van Nederland | Arvid Smit            | 20         | 2          | 2      | 0      | 1         | 0         | 3         | 1         | 26     | 3      | middenvelder            | PSV                      | Gehuurd                            |
| 18  | Vlag van Hongarije | Zsombor Kerekes       | 20         | 2          | 0      | 0      | 1         | 0         | 3         | 2         | 24     | 3      | aanvaller               | Debreceni VSC            |                                    |
| 19  | Vlag van Nederland | Frank van Mosselveld  | 11         | 1          | 0      | 0      | 0         | 0         | 2         | 0         | 13     | 1      | verdediger              | Jeugdopleiding Willem II |                                    |
| 20  | Vlag van Gambia    | Jatto Ceesay          | 12         | 1          | 1      | 0      | 1         | 0         | 0         | 0         | 14     | 1      | aanvaller               | Wallidan Sens            | Per jan. 2006 naar AEK Larnaca     |
| 20  | Vlag van Frankrijk | Marko Muslin          | 5          | 0          | 0      | 0      | 0         | 0         | 0         | 0         | 5      | 0      | verdediger              | AS Monaco                | Per januari 2006 gehuurd           |
| 21  | Vlag van Nederland | Kemy Agustien         | 34         | 2          | 2      | 0      | 1         | 0         | 4         | 1         | 41     | 3      | middenvelder            | Jeugdopleiding Willem II |                                    |
| 22  | Vlag van Nederland | Jos van Nieuwstadt    | 16         | 0          | 1      | 0      | 1         | 0         | 1         | 0         | 19     | 0      | verdediger              | Jeugdopleiding Willem II |                                    |
| 23  | Vlag van Nederland | Hans Denissen         | 6          | 1          | 2      | 0      | 0         | 0         | 0         | 0         | 8      | 1      | aanvaller               | Jeugdopleiding Willem II |                                    |
| 24  | Vlag van België    | Tristan Peersman      | 13         | 0          | 0      | 0      | 0         | 0         | 3         | 0         | 16     | 0      | doelman                 | RSC Anderlecht           | Per januari 2006                   |
| 25  | Vlag van Frankrijk | Mathieu Assou-Ekotto  | 15         | 0          | 0      | 0      | 0         | 0         | 3         | 0         | 18     | 0      | middenvelder            | Standard Luik            | Per januari 2006                   |
| 26  | Vlag van Nederland | Arjan Swinkels        | 3          | 0          | 0      | 0      | 0         | 0         | 0         | 0         | 3      | 0      | verdediger              | Jeugdopleiding Willem II |                                    |
| 29  | Vlag van Nederland | Steef Nieuwendaal     | 1          | 0          | 0      | 0      | 0         | 0         | 0         | 0         | 1      | 0      | middenvelder            | Jeugdopleiding Willem II |                                    |
| 30  | Vlag van Hongarije | Csaba Fehér           | 20         | 1          | 0      | 0      | 1         | 1         | 2         | 0         | 23     | 2      | verdediger/middenvelder | PSV                      | Gehuurd                            |
| ?   | Vlag van Nederland | Ryan Holman           | 1          | 0          | 0      | 0      | 0         | 0         | 0         | 0         | 1      | 0      | verdediger              | Jeugdopleiding Feyenoord |                                    |
| ?   | Vlag van België    | Jonathan Wilmet       | 8          | 0          | 0      | 0      | 0         | 0         | 0         | 0         | 8      | 0      | aanvaller               | Nottingham Forest        |                                    |
| Nr. |                    | Naam                  | W          |            | W      |        | W         |           | W         |           | W      |        | Positie                 | Vorige club              | Opmerkingen                        |
| Nr. | Competitie         | Competitie            | Europa     | Europa     | Beker  | Beker  | Play-offs | Play-offs | Totaal    | Totaal    |        |        | Positie                 | Vorige club              | Opmerkingen                        |

## Wedstrijden

### UEFA Cup
| 15 september 2005, 21u00                                                                | AS Monaco                                      | 2-0 (1-0) | Willem II | Opstelling AS Monaco                                                                                                   | Opstelling Willem II |  |
| Stadion: Stade Louis II, Monaco Toeschouwers: 5.000 Scheidsrechter: Alexandru Dan Tudor | '24 Olivier Kapo 1-0 '47 Emmanuel Adebayor 2-0 |           |           | Warmuz, Maicon, Modesto, Squillaci, Evra, Bernardi, Zikos, Meriem (Maoulida/75), Sorlin, Kapo, Adebayor (Gigliotti/71) | Moens, Wau, Kreek, Victoria, Smit (Delanoy/25), Caluwé, Reuser, Agustien, Ceesay (Denissen/85), Dembélé (Kolsi/89), Bobson |  |
| Stadion: Stade Louis II, Monaco Toeschouwers: 5.000 Scheidsrechter: Alexandru Dan Tudor |                                                |           |           | Warmuz, Maicon, Modesto, Squillaci, Evra, Bernardi, Zikos, Meriem (Maoulida/75), Sorlin, Kapo, Adebayor (Gigliotti/71) | Moens, Wau, Kreek, Victoria, Smit (Delanoy/25), Caluwé, Reuser, Agustien, Ceesay (Denissen/85), Dembélé (Kolsi/89), Bobson |  |
| Stadion: Stade Louis II, Monaco Toeschouwers: 5.000 Scheidsrechter: Alexandru Dan Tudor |                                                |           |           | Warmuz, Maicon, Modesto, Squillaci, Evra, Bernardi, Zikos, Meriem (Maoulida/75), Sorlin, Kapo, Adebayor (Gigliotti/71) | Moens, Wau, Kreek, Victoria, Smit (Delanoy/25), Caluwé, Reuser, Agustien, Ceesay (Denissen/85), Dembélé (Kolsi/89), Bobson |  |
|                                                                                         |                                                |           |           | | |  |

| 29 september 2005, 18u00                                                                            | Willem II              | 1-3 (0-0) | AS Monaco                                                         | Opstelling Willem II | Opstelling AS Monaco |  |
| Stadion: Willem II Stadion, Tilburg Toeschouwers: 11.600 Scheidsrechter: Eduardo Iturralde González | '85 Anouar Hadouir 1-2 |           | 0-1 Maicon '47 0-2 Emmanuel Adebayor '56 1-3 Javier Chevantón '89 | Moens, Wau, Smit , Victoria (Van Nieuwstadt/50), Van der Haar , Reuser (Delanoy/72), Agustien, Caluwé, Denissen (Hadouir/71), Dembélé, Kolsi | Warmuz, Maicon, Givet, Squillaci, Evra (Cubillier/10), Bernardi, Zikos, Meriem (Chevanton/73), Diego Pérez (Sorlin/27), Kapo, Adebayor |  |
| Stadion: Willem II Stadion, Tilburg Toeschouwers: 11.600 Scheidsrechter: Eduardo Iturralde González |                        |           |                                                                   | Moens, Wau, Smit , Victoria (Van Nieuwstadt/50), Van der Haar , Reuser (Delanoy/72), Agustien, Caluwé, Denissen (Hadouir/71), Dembélé, Kolsi | Warmuz, Maicon, Givet, Squillaci, Evra (Cubillier/10), Bernardi, Zikos, Meriem (Chevanton/73), Diego Pérez (Sorlin/27), Kapo, Adebayor |  |
| Stadion: Willem II Stadion, Tilburg Toeschouwers: 11.600 Scheidsrechter: Eduardo Iturralde González |                        |           |                                                                   | Moens, Wau, Smit , Victoria (Van Nieuwstadt/50), Van der Haar , Reuser (Delanoy/72), Agustien, Caluwé, Denissen (Hadouir/71), Dembélé, Kolsi | Warmuz, Maicon, Givet, Squillaci, Evra (Cubillier/10), Bernardi, Zikos, Meriem (Chevanton/73), Diego Pérez (Sorlin/27), Kapo, Adebayor |  |
| |                        |           |                                                                   | | |  |

### Eredivisie

#### Augustus 2005
| 13 augustus 2005, 19u30                                                                | Willem II              | 1-2 (0-1) | RKC Waalwijk                                   | Opstelling Willem II | Opstelling RKC Waalwijk |  |
| Stadion: Willem II Stadion, Tilburg Toeschouwers: 10.850 Scheidsrechter: Björn Kuipers | '57 Martijn Reuser 1-2 |           | 0-1 Rick Hoogendorp '9 0-2 Rick Hoogendorp '54 | Moens, Wau, Van der Struijk (Redan/86), Van Mosselveld, Van der Haar (Smit/57), Victoria , Caluwé, Agustien (Ceesay/57), Reuser, Dembélé, Bobson | Van Dijk, Zuiverloon , Keller , Teixeira, Van Haaren, Van Diemen, Longuet (Triantafillidis/68 ), Martens, De Ceulaer (Van Rijsbergen/86), Van de Haar (Janssen/55), Hoogendorp |  |
| Stadion: Willem II Stadion, Tilburg Toeschouwers: 10.850 Scheidsrechter: Björn Kuipers |                        |           |                                                | Moens, Wau, Van der Struijk (Redan/86), Van Mosselveld, Van der Haar (Smit/57), Victoria , Caluwé, Agustien (Ceesay/57), Reuser, Dembélé, Bobson | Van Dijk, Zuiverloon , Keller , Teixeira, Van Haaren, Van Diemen, Longuet (Triantafillidis/68 ), Martens, De Ceulaer (Van Rijsbergen/86), Van de Haar (Janssen/55), Hoogendorp |  |
| Stadion: Willem II Stadion, Tilburg Toeschouwers: 10.850 Scheidsrechter: Björn Kuipers |                        |           |                                                | Moens, Wau, Van der Struijk (Redan/86), Van Mosselveld, Van der Haar (Smit/57), Victoria , Caluwé, Agustien (Ceesay/57), Reuser, Dembélé, Bobson | Van Dijk, Zuiverloon , Keller , Teixeira, Van Haaren, Van Diemen, Longuet (Triantafillidis/68 ), Martens, De Ceulaer (Van Rijsbergen/86), Van de Haar (Janssen/55), Hoogendorp |  |
|                                                                                        |                        |           |                                                | | |  |

| 19 augustus 2005, 20u30                                                                | NAC Breda                | 1-0 (0-0) | Willem II | Opstelling NAC Breda | Opstelling Willem II |  |
| Stadion: Rat Verlegh Stadion, Breda Toeschouwers: 13.760 Scheidsrechter: Roelof Luinge | '87 Johan Vonlanthen 1-0 |           |           | Van Zwam, Elshot , Mendes da Silva, Zwaanswijk, Vidmar, Jenner (Pető/46), Van Gessel , Zonneveld , Diba , Van Hooijdonk (Vonlanthen/49), Sikora (Rigters/78) | Moens, Wau, Kreek, Van Mosselveld (Van der Struijk/12), Van der Haar, Victoria, Smit , Caluwé, Ceesay (Agustien/84), Reuser (Dembélé/70), Bobson |  |
| Stadion: Rat Verlegh Stadion, Breda Toeschouwers: 13.760 Scheidsrechter: Roelof Luinge |                          |           |           | Van Zwam, Elshot , Mendes da Silva, Zwaanswijk, Vidmar, Jenner (Pető/46), Van Gessel , Zonneveld , Diba , Van Hooijdonk (Vonlanthen/49), Sikora (Rigters/78) | Moens, Wau, Kreek, Van Mosselveld (Van der Struijk/12), Van der Haar, Victoria, Smit , Caluwé, Ceesay (Agustien/84), Reuser (Dembélé/70), Bobson |  |
| Stadion: Rat Verlegh Stadion, Breda Toeschouwers: 13.760 Scheidsrechter: Roelof Luinge |                          |           |           | Van Zwam, Elshot , Mendes da Silva, Zwaanswijk, Vidmar, Jenner (Pető/46), Van Gessel , Zonneveld , Diba , Van Hooijdonk (Vonlanthen/49), Sikora (Rigters/78) | Moens, Wau, Kreek, Van Mosselveld (Van der Struijk/12), Van der Haar, Victoria, Smit , Caluwé, Ceesay (Agustien/84), Reuser (Dembélé/70), Bobson |  |
|                                                                                        |                          |           |           | | |  |

| 28 augustus 2005, 14u30                                                             | RBC Roosendaal             | 1-1 (0-0) | Willem II          | Opstelling RBC Roosendaal | Opstelling Willem II |  |
| Stadion: RBC Stadion, Roosendaal Toeschouwers: 3.136 Scheidsrechter: Tom van Sichem | '81/pen Sidney Lammens 1-0 |           | 1-1 Tom Caluwé '83 | Volders, Lammens , Ebbinge, Loran , Roumani, Paap (Guijt/69, Makhout/74), Acuña, De Lange, Wau, De Groot (Daelemans/62), El Khattabi | Moens, Wau, Van der Struijk (Agustien/6, Denissen/79), Victoria , Van der Haar, Kolsi, Smit , Caluwé, Ceesay, Dembélé (Redan/75), Reuser |  |
| Stadion: RBC Stadion, Roosendaal Toeschouwers: 3.136 Scheidsrechter: Tom van Sichem |                            |           |                    | Volders, Lammens , Ebbinge, Loran , Roumani, Paap (Guijt/69, Makhout/74), Acuña, De Lange, Wau, De Groot (Daelemans/62), El Khattabi | Moens, Wau, Van der Struijk (Agustien/6, Denissen/79), Victoria , Van der Haar, Kolsi, Smit , Caluwé, Ceesay, Dembélé (Redan/75), Reuser |  |
| Stadion: RBC Stadion, Roosendaal Toeschouwers: 3.136 Scheidsrechter: Tom van Sichem |                            |           |                    | Volders, Lammens , Ebbinge, Loran , Roumani, Paap (Guijt/69, Makhout/74), Acuña, De Lange, Wau, De Groot (Daelemans/62), El Khattabi | Moens, Wau, Van der Struijk (Agustien/6, Denissen/79), Victoria , Van der Haar, Kolsi, Smit , Caluwé, Ceesay, Dembélé (Redan/75), Reuser |  |
|                                                                                     |                            |           |                    | | |  |

#### September 2005
| 10 september 2005, 19u30                                                               | Willem II | 0-2 (0-1) | AFC Ajax                                         | Opstelling Willem II | Opstelling AFC Ajax |  |
| Stadion: Willem II Stadion, Tilburg Toeschouwers: 12.800 Scheidsrechter: Ben Haverkort |           |           | 0-1 Tomáš Galásek '35 0-2 Angelos Charisteas '86 | Moens, Wau, Kreek (Dembélé/77 ), Victoria, Van der Haar, Fehér , Caluwé, Smit, Reuser (Ceesay/60), Kerekes (Agustien/89), Bobson | Vonk, Trabelsi, Grygera , Maduro, Emanuelson, Galásek, Lindenbergh, Sneijder, Pienaar, Rosenberg (Charisteas/46), Babel (Heitinga/64 ) |  |
| Stadion: Willem II Stadion, Tilburg Toeschouwers: 12.800 Scheidsrechter: Ben Haverkort |           |           |                                                  | Moens, Wau, Kreek (Dembélé/77 ), Victoria, Van der Haar, Fehér , Caluwé, Smit, Reuser (Ceesay/60), Kerekes (Agustien/89), Bobson | Vonk, Trabelsi, Grygera , Maduro, Emanuelson, Galásek, Lindenbergh, Sneijder, Pienaar, Rosenberg (Charisteas/46), Babel (Heitinga/64 ) |  |
| Stadion: Willem II Stadion, Tilburg Toeschouwers: 12.800 Scheidsrechter: Ben Haverkort |           |           |                                                  | Moens, Wau, Kreek (Dembélé/77 ), Victoria, Van der Haar, Fehér , Caluwé, Smit, Reuser (Ceesay/60), Kerekes (Agustien/89), Bobson | Vonk, Trabelsi, Grygera , Maduro, Emanuelson, Galásek, Lindenbergh, Sneijder, Pienaar, Rosenberg (Charisteas/46), Babel (Heitinga/64 ) |  |
|                                                                                        |           |           |                                                  | | |  |

| 18 september 2005, 16u30                                                                     | Roda JC | 0-2 (0-1) | Willem II                                  | Opstelling Roda JC | Opstelling Willem II |  |
| Stadion: Parkstad Limburg Stadion, Kerkrade Toeschouwers: 12.200 Scheidsrechter: Bas Nijhuis |         |           | 0-1 Zsombor Kerekes '21 0-2 Tom Caluwé '57 | Kujović, Bodnár, Kah, Voigt, Lachambre , Van Dijk (Vicelich/68), Van Dessel (Filipovic/60), Bodor, Sergio, Oper , Sonko (Cissé/26) | Moens, Wau, Fehér , Victoria, Van der Haar, Agustien, Delanoy, Caluwé (Swinkels/90), Ceesay, Kerekes (Reuser/84), Bobson (Dembélé/73) |  |
| Stadion: Parkstad Limburg Stadion, Kerkrade Toeschouwers: 12.200 Scheidsrechter: Bas Nijhuis |         |           |                                            | Kujović, Bodnár, Kah, Voigt, Lachambre , Van Dijk (Vicelich/68), Van Dessel (Filipovic/60), Bodor, Sergio, Oper , Sonko (Cissé/26) | Moens, Wau, Fehér , Victoria, Van der Haar, Agustien, Delanoy, Caluwé (Swinkels/90), Ceesay, Kerekes (Reuser/84), Bobson (Dembélé/73) |  |
| Stadion: Parkstad Limburg Stadion, Kerkrade Toeschouwers: 12.200 Scheidsrechter: Bas Nijhuis |         |           |                                            | Kujović, Bodnár, Kah, Voigt, Lachambre , Van Dijk (Vicelich/68), Van Dessel (Filipovic/60), Bodor, Sergio, Oper , Sonko (Cissé/26) | Moens, Wau, Fehér , Victoria, Van der Haar, Agustien, Delanoy, Caluwé (Swinkels/90), Ceesay, Kerekes (Reuser/84), Bobson (Dembélé/73) |  |
|                                                                                              |         |           |                                            | | |  |

| 24 september 2005, 19u30                                                                 | Willem II              | 1-0 (0-0) | ADO Den Haag | Opstelling Willem II | Opstelling ADO Den Haag |  |
| Stadion: Willem II Stadion, Tilburg Toeschouwers: 10.850 Scheidsrechter: Dick van Egmond | '89 Martijn Reuser 1-0 |           |              | Moens, Fehér, Smit, Victoria, Van der Haar, Reuser , Caluwé (Swinkels/89), Agustien, Ceesay (Denissen/46), Kerekes , Bobson (Dembélé/86) | De Vries, Rijaard, Grujić (Saavedra/73 ), Saeijs, Rząsa, Van der Leegte , Rankovic, Stroeve, Elia (Den Ouden/30), Mols (Verhoek/63), Kolkka |  |
| Stadion: Willem II Stadion, Tilburg Toeschouwers: 10.850 Scheidsrechter: Dick van Egmond |                        |           |              | Moens, Fehér, Smit, Victoria, Van der Haar, Reuser , Caluwé (Swinkels/89), Agustien, Ceesay (Denissen/46), Kerekes , Bobson (Dembélé/86) | De Vries, Rijaard, Grujić (Saavedra/73 ), Saeijs, Rząsa, Van der Leegte , Rankovic, Stroeve, Elia (Den Ouden/30), Mols (Verhoek/63), Kolkka |  |
| Stadion: Willem II Stadion, Tilburg Toeschouwers: 10.850 Scheidsrechter: Dick van Egmond |                        |           |              | Moens, Fehér, Smit, Victoria, Van der Haar, Reuser , Caluwé (Swinkels/89), Agustien, Ceesay (Denissen/46), Kerekes , Bobson (Dembélé/86) | De Vries, Rijaard, Grujić (Saavedra/73 ), Saeijs, Rząsa, Van der Leegte , Rankovic, Stroeve, Elia (Den Ouden/30), Mols (Verhoek/63), Kolkka |  |
|                                                                                          |                        |           |              | | |  |

#### Oktober 2005
| 2 oktober 2005, 14u30                                                                        | FC Groningen                              | 2-0 (2-0) | Willem II | Opstelling FC Groningen | Opstelling Willem II |  |
| Stadion: Oosterpark Stadion, Groningen Toeschouwers: 11.200 Scheidsrechter: Richard Liesveld | '42 Luirink 1-0 '45 Evgeniy Levchenko 2-0 |           |           | Roorda, Silva (Sankoh/90), Luirink, Kruiswijk , Florén , Buijs (Lindgren/86), Matthijs , Seedorf, Levchenko, Nevland, Cornelisse | Moens, Wau, Fehér, Victoria, Van der Haar, Agustien (Hadouir/54 ), Smit (Dembélé/69), Caluwé, Reuser, Kerekes , Kolsi (Denissen/46 ) |  |
| Stadion: Oosterpark Stadion, Groningen Toeschouwers: 11.200 Scheidsrechter: Richard Liesveld |                                           |           |           | Roorda, Silva (Sankoh/90), Luirink, Kruiswijk , Florén , Buijs (Lindgren/86), Matthijs , Seedorf, Levchenko, Nevland, Cornelisse | Moens, Wau, Fehér, Victoria, Van der Haar, Agustien (Hadouir/54 ), Smit (Dembélé/69), Caluwé, Reuser, Kerekes , Kolsi (Denissen/46 ) |  |
| Stadion: Oosterpark Stadion, Groningen Toeschouwers: 11.200 Scheidsrechter: Richard Liesveld |                                           |           |           | Roorda, Silva (Sankoh/90), Luirink, Kruiswijk , Florén , Buijs (Lindgren/86), Matthijs , Seedorf, Levchenko, Nevland, Cornelisse | Moens, Wau, Fehér, Victoria, Van der Haar, Agustien (Hadouir/54 ), Smit (Dembélé/69), Caluwé, Reuser, Kerekes , Kolsi (Denissen/46 ) |  |
|                                                                                              |                                           |           |           | | |  |

| 14 oktober 2005, 20u30                                                                | Willem II | 0-0 | Sparta Rotterdam | Opstelling Willem II | Opstelling Sparta Rotterdam                                                                                      |  |
| Stadion: Willem II Stadion, Tilburg Toeschouwers: 11.300 Scheidsrechter: Rien Koopman |           |     |                  | Moens, Wau , Van Nieuwstadt, Van Mosselveld, Van der Haar (Denissen/82), Fehér, Caluwé (Kerekes/64), Agustien, Hadouir (Ceesay/78), Reuser , Bobson | Ponk, De Fauw, Zoontjes, Olfers, Gudelj (Bruma/83), Obodai , Michels , Polak , Bouaouzan (Gudde/90), Rose , Oost |  |
| Stadion: Willem II Stadion, Tilburg Toeschouwers: 11.300 Scheidsrechter: Rien Koopman |           |     |                  | Moens, Wau , Van Nieuwstadt, Van Mosselveld, Van der Haar (Denissen/82), Fehér, Caluwé (Kerekes/64), Agustien, Hadouir (Ceesay/78), Reuser , Bobson | Ponk, De Fauw, Zoontjes, Olfers, Gudelj (Bruma/83), Obodai , Michels , Polak , Bouaouzan (Gudde/90), Rose , Oost |  |
| Stadion: Willem II Stadion, Tilburg Toeschouwers: 11.300 Scheidsrechter: Rien Koopman |           |     |                  | Moens, Wau , Van Nieuwstadt, Van Mosselveld, Van der Haar (Denissen/82), Fehér, Caluwé (Kerekes/64), Agustien, Hadouir (Ceesay/78), Reuser , Bobson | Ponk, De Fauw, Zoontjes, Olfers, Gudelj (Bruma/83), Obodai , Michels , Polak , Bouaouzan (Gudde/90), Rose , Oost |  |
|                                                                                       |           |     |                  | | |  |

| 23 oktober 2005, 14u30                                                                | AZ | 5-1 (2-1) | Willem II             | Opstelling AZ | Opstelling Willem II |  |
| Stadion: Alkmaarderhout, Alkmaar Toeschouwers: 8.392 Scheidsrechter: Peter van Dongen | '5 Sektioui 1-0 '41/pen Denny Landzaat 2-1 '52 Kenneth Pérez 3-1 '84 Martijn Meerdink 4-1 '88 Grétar Steinsson 5-1 |           | 1-1 Kemy Agustien '18 | Timmer, Steinsson, Jaliens, Opdam, De Cler, Landzaat, Van Galen, Schaars, Sektioui (Huysegems/29), Arveladze (Koevermans/66), Pérez (Meerdink/74) | Moens , Wau, Smit, Van Nieuwstadt, Van der Haar, Agustien, Fehér , Caluwé (Delanoy/66), Hadouir (Zoïs/40), Dembélé, Bobson |  |
| Stadion: Alkmaarderhout, Alkmaar Toeschouwers: 8.392 Scheidsrechter: Peter van Dongen | |           |                       | Timmer, Steinsson, Jaliens, Opdam, De Cler, Landzaat, Van Galen, Schaars, Sektioui (Huysegems/29), Arveladze (Koevermans/66), Pérez (Meerdink/74) | Moens , Wau, Smit, Van Nieuwstadt, Van der Haar, Agustien, Fehér , Caluwé (Delanoy/66), Hadouir (Zoïs/40), Dembélé, Bobson |  |
| Stadion: Alkmaarderhout, Alkmaar Toeschouwers: 8.392 Scheidsrechter: Peter van Dongen | |           |                       | Timmer, Steinsson, Jaliens, Opdam, De Cler, Landzaat, Van Galen, Schaars, Sektioui (Huysegems/29), Arveladze (Koevermans/66), Pérez (Meerdink/74) | Moens , Wau, Smit, Van Nieuwstadt, Van der Haar, Agustien, Fehér , Caluwé (Delanoy/66), Hadouir (Zoïs/40), Dembélé, Bobson |  |
|                                                                                       | |           |                       | | |  |

| 30 oktober 2005, 14u30                                                                | Willem II             | 1-3 (0-0) | Feyenoord                                                               | Opstelling Willem II | Opstelling Feyenoord                                                                       |  |
| Stadion: Willem II Stadion, Tilburg Toeschouwers: 13.500 Scheidsrechter: René Temmink | '90 Hans Denissen 1-3 |           | 0-1 Jonathan de Guzmán '9 0-2 Romeo Castelen '21 0-3 Patrick Paauwe '61 | Zoïs, Wau, Van Nieuwstadt, Smit, Van der Haar, Fehér , Reuser, Agustien (Denissen/66), Hadouir, Kerekes (Bobson/52), Dembélé | Lodewijks, Östlund, Greene, Bahia, Snoyl, Paauwe, Ghaly, De Guzmán, Castelen, Kuijt, Kalou |  |
| Stadion: Willem II Stadion, Tilburg Toeschouwers: 13.500 Scheidsrechter: René Temmink |                       |           |                                                                         | Zoïs, Wau, Van Nieuwstadt, Smit, Van der Haar, Fehér , Reuser, Agustien (Denissen/66), Hadouir, Kerekes (Bobson/52), Dembélé | Lodewijks, Östlund, Greene, Bahia, Snoyl, Paauwe, Ghaly, De Guzmán, Castelen, Kuijt, Kalou |  |
| Stadion: Willem II Stadion, Tilburg Toeschouwers: 13.500 Scheidsrechter: René Temmink |                       |           |                                                                         | Zoïs, Wau, Van Nieuwstadt, Smit, Van der Haar, Fehér , Reuser, Agustien (Denissen/66), Hadouir, Kerekes (Bobson/52), Dembélé | Lodewijks, Östlund, Greene, Bahia, Snoyl, Paauwe, Ghaly, De Guzmán, Castelen, Kuijt, Kalou |  |
|                                                                                       |                       |           |                                                                         | |                                                                                            |  |

#### November 2005
| 5 november 2005, 19u30                                                             | FC Twente                                                              | 3-1 (0-0) | Willem II            | Opstelling FC Twente | Opstelling Willem II |  |
| Stadion: Arke Stadion, Enschede Toeschouwers: 13.000 Scheidsrechter: Ben Haverkort | '47 Guilherme Afonso 1-0 '58 Blaise Nkufo 2-0 '81/pen Blaise Nkufo 3-1 |           | 2-1 Kevin Bobson '69 | Boschker, Ouédraogo, Majstorović, Zomer, Heubach, El Ahmadi (Gerritsen/60), Brama (Sibum/83), Niemeyer, Bakırcıoğlu, Nkufo, Afonso (Sjoekov/56) | Moens, Wau, Kreek (Hadouir/59), Swinkels, Van der Haar (Nieuwendaal/53 ), Agustien, Smit, Caluwé (Bobson/59), Reuser, Delanoy, Dembélé |  |
| Stadion: Arke Stadion, Enschede Toeschouwers: 13.000 Scheidsrechter: Ben Haverkort |                                                                        |           |                      | Boschker, Ouédraogo, Majstorović, Zomer, Heubach, El Ahmadi (Gerritsen/60), Brama (Sibum/83), Niemeyer, Bakırcıoğlu, Nkufo, Afonso (Sjoekov/56) | Moens, Wau, Kreek (Hadouir/59), Swinkels, Van der Haar (Nieuwendaal/53 ), Agustien, Smit, Caluwé (Bobson/59), Reuser, Delanoy, Dembélé |  |
| Stadion: Arke Stadion, Enschede Toeschouwers: 13.000 Scheidsrechter: Ben Haverkort |                                                                        |           |                      | Boschker, Ouédraogo, Majstorović, Zomer, Heubach, El Ahmadi (Gerritsen/60), Brama (Sibum/83), Niemeyer, Bakırcıoğlu, Nkufo, Afonso (Sjoekov/56) | Moens, Wau, Kreek (Hadouir/59), Swinkels, Van der Haar (Nieuwendaal/53 ), Agustien, Smit, Caluwé (Bobson/59), Reuser, Delanoy, Dembélé |  |
|                                                                                    |                                                                        |           |                      | | |  |

| 18 november 2005, 20u30                                                              | Willem II                                                     | 3-4 (1-3) | Vitesse                                                                               | Opstelling Willem II | Opstelling Vitesse |  |
| Stadion: Willem II Stadion, Tilburg Toeschouwers: 11.250 Scheidsrechter: Ruud Bossen | '10 Arvid Smit 1-1 '73 Csaba Fehér 2-4 '86 Martijn Reuser 3-4 |           | 0-1 Matthew Amoah '9 1-2 Matthew Amoah '20 1-3 Theo Janssen '31 1-4 Matthew Amoah '70 | Moens, Fehér, Van der Struijk (Caluwé/65), Victoria, Wau, Smit, Reuser, Agustien, Hadouir (Ceesay/52), Kerekes, Bobson (Dembélé/57) | Wapenaar, Vreven, Knol , Dingsdag, Swerts (Fränkel/57), Yakubu, Van der Schaaf, Janssen, Hersi, Amoah, De Mul (Esajas/89) |  |
| Stadion: Willem II Stadion, Tilburg Toeschouwers: 11.250 Scheidsrechter: Ruud Bossen |                                                               |           |                                                                                       | Moens, Fehér, Van der Struijk (Caluwé/65), Victoria, Wau, Smit, Reuser, Agustien, Hadouir (Ceesay/52), Kerekes, Bobson (Dembélé/57) | Wapenaar, Vreven, Knol , Dingsdag, Swerts (Fränkel/57), Yakubu, Van der Schaaf, Janssen, Hersi, Amoah, De Mul (Esajas/89) |  |
| Stadion: Willem II Stadion, Tilburg Toeschouwers: 11.250 Scheidsrechter: Ruud Bossen |                                                               |           |                                                                                       | Moens, Fehér, Van der Struijk (Caluwé/65), Victoria, Wau, Smit, Reuser, Agustien, Hadouir (Ceesay/52), Kerekes, Bobson (Dembélé/57) | Wapenaar, Vreven, Knol , Dingsdag, Swerts (Fränkel/57), Yakubu, Van der Schaaf, Janssen, Hersi, Amoah, De Mul (Esajas/89) |  |
|                                                                                      |                                                               |           |                                                                                       | | |  |

| 30 november 2005, 20u00                                                         | N.E.C.                                        | 2-0 (1-0) | Willem II | Opstelling N.E.C. | Opstelling Willem II |  |
| Stadion: De Goffert, Nijmegen Toeschouwers: 12.000 Scheidsrechter: Rien Koopman | '2 Romano Denneboom 1-0 '51 Edgar Barreto 2-0 |           |           | Babos, Wielaert, Olsson, Wisgerhof , Leiwakabessy, Takak, Van der Doelen, Barreto, Boutahar (Prent/83), Worm (Grot/60), Denneboom (Nalbantoğlu/88) | Peter Zoïs, Fehér, Kreek , Van der Struijk, Victoria, Agustien, Smit, Reuser (Delanoy/77), Hadouir , Kerekes (Dembélé/60), Bobson |  |
| Stadion: De Goffert, Nijmegen Toeschouwers: 12.000 Scheidsrechter: Rien Koopman |                                               |           |           | Babos, Wielaert, Olsson, Wisgerhof , Leiwakabessy, Takak, Van der Doelen, Barreto, Boutahar (Prent/83), Worm (Grot/60), Denneboom (Nalbantoğlu/88) | Peter Zoïs, Fehér, Kreek , Van der Struijk, Victoria, Agustien, Smit, Reuser (Delanoy/77), Hadouir , Kerekes (Dembélé/60), Bobson |  |
| Stadion: De Goffert, Nijmegen Toeschouwers: 12.000 Scheidsrechter: Rien Koopman |                                               |           |           | Babos, Wielaert, Olsson, Wisgerhof , Leiwakabessy, Takak, Van der Doelen, Barreto, Boutahar (Prent/83), Worm (Grot/60), Denneboom (Nalbantoğlu/88) | Peter Zoïs, Fehér, Kreek , Van der Struijk, Victoria, Agustien, Smit, Reuser (Delanoy/77), Hadouir , Kerekes (Dembélé/60), Bobson |  |
|                                                                                 |                                               |           |           | | |  |

#### December 2005
| 10 december 2005, 19u30                                                                      | sc Heerenveen                                                                   | 3-3 (1-3) | Willem II                                                       | Opstelling sc Heerenveen | Opstelling Willem II |  |
| Stadion: Abe Lenstra Stadion, Heerenveen Toeschouwers: 20.400 Scheidsrechter: Eric Braamhaar | '40 Arnold Bruggink 1-3 '65 Klaas-Jan Huntelaar 2-3 '69 Klaas-Jan Huntelaar 3-3 |           | 0-1 Tom Caluwé '7 0-2 Anouar Hadouir '13 0-3 Anouar Hadouir '26 | Vandenbussche, Henrico Drost, Hansson, Breuer, Jeroen Drost, Bosvelt (Huntelaar/46), Bruggink, Pranjić, Yıldırım, Samaras (Tarvajärvi/75), Nilsson (Hanssen/66) | Zoïs , Wau, Van der Struijk, Victoria, Van der Haar (Nieuwendaal/53 ), Agustien (Smit/46), Fehér, Caluwé, Hadouir (Kolsi/56), Dembélé , Bobson (Ceesay/70) |  |
| Stadion: Abe Lenstra Stadion, Heerenveen Toeschouwers: 20.400 Scheidsrechter: Eric Braamhaar |                                                                                 |           |                                                                 | Vandenbussche, Henrico Drost, Hansson, Breuer, Jeroen Drost, Bosvelt (Huntelaar/46), Bruggink, Pranjić, Yıldırım, Samaras (Tarvajärvi/75), Nilsson (Hanssen/66) | Zoïs , Wau, Van der Struijk, Victoria, Van der Haar (Nieuwendaal/53 ), Agustien (Smit/46), Fehér, Caluwé, Hadouir (Kolsi/56), Dembélé , Bobson (Ceesay/70) |  |
| Stadion: Abe Lenstra Stadion, Heerenveen Toeschouwers: 20.400 Scheidsrechter: Eric Braamhaar |                                                                                 |           |                                                                 | Vandenbussche, Henrico Drost, Hansson, Breuer, Jeroen Drost, Bosvelt (Huntelaar/46), Bruggink, Pranjić, Yıldırım, Samaras (Tarvajärvi/75), Nilsson (Hanssen/66) | Zoïs , Wau, Van der Struijk, Victoria, Van der Haar (Nieuwendaal/53 ), Agustien (Smit/46), Fehér, Caluwé, Hadouir (Kolsi/56), Dembélé , Bobson (Ceesay/70) |  |
|                                                                                              |                                                                                 |           |                                                                 | | |  |

| 14 december 2005, 20u00                                                             | Willem II | 0-1 (0-0) | FC Utrecht            | Opstelling Willem II | Opstelling FC Utrecht |  |
| Stadion: Willem II Stadion, Tilburg Toeschouwers: 10.700 Scheidsrechter: Kevin Blom |           |           | 0-1 Joost Broerse '90 | Zoïs, Wau, Van der Struijk (Smit/46 ), Victoria (Van Nieuwstadt/15), Van der Haar, Caluwé, Fehér, Agustien , Hadouir (Ceesay/85), Dembélé, Bobson | Terol, Tiendalli, Keller, Broerse, Braafheid , Kruys, De Jong, Somers, Douglas, Nelisse (Fortuné/59), Maachi (Van den Bergh/59) |  |
| Stadion: Willem II Stadion, Tilburg Toeschouwers: 10.700 Scheidsrechter: Kevin Blom |           |           |                       | Zoïs, Wau, Van der Struijk (Smit/46 ), Victoria (Van Nieuwstadt/15), Van der Haar, Caluwé, Fehér, Agustien , Hadouir (Ceesay/85), Dembélé, Bobson | Terol, Tiendalli, Keller, Broerse, Braafheid , Kruys, De Jong, Somers, Douglas, Nelisse (Fortuné/59), Maachi (Van den Bergh/59) |  |
| Stadion: Willem II Stadion, Tilburg Toeschouwers: 10.700 Scheidsrechter: Kevin Blom |           |           |                       | Zoïs, Wau, Van der Struijk (Smit/46 ), Victoria (Van Nieuwstadt/15), Van der Haar, Caluwé, Fehér, Agustien , Hadouir (Ceesay/85), Dembélé, Bobson | Terol, Tiendalli, Keller, Broerse, Braafheid , Kruys, De Jong, Somers, Douglas, Nelisse (Fortuné/59), Maachi (Van den Bergh/59) |  |
|                                                                                     |           |           |                       | | |  |

| 17 december 2005, 19u30                                                                | PSV | 4-1 (2-1) | Willem II            | Opstelling PSV | Opstelling Willem II |  |
| Stadion: Philips Stadion, Eindhoven Toeschouwers: 33.100 Scheidsrechter: Paul Allaerts | '19 Jan Vennegoor of H. 1-1 '42 Jan Vennegoor of H. 2-1 '63 Jefferson Farfán 3-1 '90 Mika Väyrynen 4-1 |           | 0-1 Jatto Ceesay '15 | Gomes, Lucius , Addo (Beasley/66), Alex, Lamey (Ball/80), Aissati (Väyrynen/72), Simons, Cocu, Farfán, Vennegoor of Hesselink, Čulina | Zoïs, Wau , Smit, Van Nieuwstadt, Van der Haar, Agustien, Fehér, Caluwé (Hadouir/52), Ceesay, Kerekes (Dembélé/77), Reuser |  |
| Stadion: Philips Stadion, Eindhoven Toeschouwers: 33.100 Scheidsrechter: Paul Allaerts | |           |                      | Gomes, Lucius , Addo (Beasley/66), Alex, Lamey (Ball/80), Aissati (Väyrynen/72), Simons, Cocu, Farfán, Vennegoor of Hesselink, Čulina | Zoïs, Wau , Smit, Van Nieuwstadt, Van der Haar, Agustien, Fehér, Caluwé (Hadouir/52), Ceesay, Kerekes (Dembélé/77), Reuser |  |
| Stadion: Philips Stadion, Eindhoven Toeschouwers: 33.100 Scheidsrechter: Paul Allaerts | |           |                      | Gomes, Lucius , Addo (Beasley/66), Alex, Lamey (Ball/80), Aissati (Väyrynen/72), Simons, Cocu, Farfán, Vennegoor of Hesselink, Čulina | Zoïs, Wau , Smit, Van Nieuwstadt, Van der Haar, Agustien, Fehér, Caluwé (Hadouir/52), Ceesay, Kerekes (Dembélé/77), Reuser |  |
|                                                                                        | |           |                      | | |  |

| 29 december 2005, 20u00                                                         | Feyenoord | 6-1 (1-0) | Willem II              | Opstelling Feyenoord | Opstelling Willem II |  |
| Stadion: De Kuip, Rotterdam Toeschouwers: 44.000 Scheidsrechter: Tom van Sichem | '45 Dirk Kuijt 1-0 '50 Sebastián Pardo 2-0 '61 Salomon Kalou 3-0 '69 Salomon Kalou 4-1 '75 Dirk Kuijt 5-1 '79 Dirk Kuijt 6-1 |           | 3-1 Martijn Reuser '67 | Lodewijks (Aerts/74), Östlund (Ono/46), Greene, Bahia, Bosschaart, De Guzmán, Paauwe, Pardo, Boussaboun (Biseswar/33), Kuijt, Kalou | Zoïs, Wau, Smit (Holman/55), Van Nieuwstadt , Van der Haar, Agustien, Fehér, Caluwé (Ceesay/81), Hadouir (Wilmet/60), Dembélé, Reuser |  |
| Stadion: De Kuip, Rotterdam Toeschouwers: 44.000 Scheidsrechter: Tom van Sichem | |           |                        | Lodewijks (Aerts/74), Östlund (Ono/46), Greene, Bahia, Bosschaart, De Guzmán, Paauwe, Pardo, Boussaboun (Biseswar/33), Kuijt, Kalou | Zoïs, Wau, Smit (Holman/55), Van Nieuwstadt , Van der Haar, Agustien, Fehér, Caluwé (Ceesay/81), Hadouir (Wilmet/60), Dembélé, Reuser |  |
| Stadion: De Kuip, Rotterdam Toeschouwers: 44.000 Scheidsrechter: Tom van Sichem | |           |                        | Lodewijks (Aerts/74), Östlund (Ono/46), Greene, Bahia, Bosschaart, De Guzmán, Paauwe, Pardo, Boussaboun (Biseswar/33), Kuijt, Kalou | Zoïs, Wau, Smit (Holman/55), Van Nieuwstadt , Van der Haar, Agustien, Fehér, Caluwé (Ceesay/81), Hadouir (Wilmet/60), Dembélé, Reuser |  |
|                                                                                 | |           |                        | | |  |

#### Januari 2006
| 11 januari 2006, 20u00                                                               | Willem II             | 1-2 (1-1) | Heracles Almelo                             | Opstelling Willem II | Opstelling Heracles Almelo |  |
| Stadion: Willem II Stadion, Tilburg Toeschouwers: 12.650 Scheidsrechter: Pieter Vink | '41 Mousa Dembélé 1-1 |           | 0-1 Thijs Sluijter '2 1-2 Sota Hirayama '66 | Peersman, Janse , Van Nieuwstadt, Van Mosselveld, Valencia, Assou-Ekotto, Fehér (Kerekes/78), Agustien, Hadouir (Denissen/39), Dembélé, Reuser | Pieckenhagen, Jansen, Smit , Hoogma, Looms, Maas, Tanghe, De Vries (Tamerus/71), Nurmela , Hirayama (Hellings/89), Sluijter (Höcher/46) |  |
| Stadion: Willem II Stadion, Tilburg Toeschouwers: 12.650 Scheidsrechter: Pieter Vink |                       |           |                                             | Peersman, Janse , Van Nieuwstadt, Van Mosselveld, Valencia, Assou-Ekotto, Fehér (Kerekes/78), Agustien, Hadouir (Denissen/39), Dembélé, Reuser | Pieckenhagen, Jansen, Smit , Hoogma, Looms, Maas, Tanghe, De Vries (Tamerus/71), Nurmela , Hirayama (Hellings/89), Sluijter (Höcher/46) |  |
| Stadion: Willem II Stadion, Tilburg Toeschouwers: 12.650 Scheidsrechter: Pieter Vink |                       |           |                                             | Peersman, Janse , Van Nieuwstadt, Van Mosselveld, Valencia, Assou-Ekotto, Fehér (Kerekes/78), Agustien, Hadouir (Denissen/39), Dembélé, Reuser | Pieckenhagen, Jansen, Smit , Hoogma, Looms, Maas, Tanghe, De Vries (Tamerus/71), Nurmela , Hirayama (Hellings/89), Sluijter (Höcher/46) |  |
|                                                                                      |                       |           |                                             | | |  |

| 15 januari 2006, 14u30                                                              | Willem II             | 1-1 (1-0) | FC Twente                | Opstelling Willem II | Opstelling FC Twente |  |
| Stadion: Willem II Stadion, Tilburg Toeschouwers: 11.100 Scheidsrechter: Kevin Blom | '9 Anouar Hadouir 1-0 |           | 1-1 Blaise Nkufo '57/pen | Peersman, Janse, Van Nieuwstadt , Van Mosselveld, Valencia, Assou-Ekotto, Victoria (Fehér/84), Agustien, Hadouir , Dembélé, Wilmet | Boschker, Ouédraogo (Schuurman/72 ), Majstorović , Zomer, Heubach, Niemeyer, Bakırcıoğlu, Gachokidza, Gerritsen (Afonso/64), Nkufo, Sjoekov (Sibum/77) |  |
| Stadion: Willem II Stadion, Tilburg Toeschouwers: 11.100 Scheidsrechter: Kevin Blom |                       |           |                          | Peersman, Janse, Van Nieuwstadt , Van Mosselveld, Valencia, Assou-Ekotto, Victoria (Fehér/84), Agustien, Hadouir , Dembélé, Wilmet | Boschker, Ouédraogo (Schuurman/72 ), Majstorović , Zomer, Heubach, Niemeyer, Bakırcıoğlu, Gachokidza, Gerritsen (Afonso/64), Nkufo, Sjoekov (Sibum/77) |  |
| Stadion: Willem II Stadion, Tilburg Toeschouwers: 11.100 Scheidsrechter: Kevin Blom |                       |           |                          | Peersman, Janse, Van Nieuwstadt , Van Mosselveld, Valencia, Assou-Ekotto, Victoria (Fehér/84), Agustien, Hadouir , Dembélé, Wilmet | Boschker, Ouédraogo (Schuurman/72 ), Majstorović , Zomer, Heubach, Niemeyer, Bakırcıoğlu, Gachokidza, Gerritsen (Afonso/64), Nkufo, Sjoekov (Sibum/77) |  |
|                                                                                     |                       |           |                          | | |  |

| 21 januari 2006, 20u00                                                         | Vitesse                                 | 2-1 (0-1) | Willem II             | Opstelling Vitesse | Opstelling Willem II |  |
| Stadion: GelreDome, Arnhem Toeschouwers: 18.900 Scheidsrechter: Eric Braamhaar | '87 Fred Benson 1-1 '89 Fred Benson 2-1 |           | 0-1 Mousa Dembélé '24 | Wapenaar, Swerts, Knol, Dingsdag, Fränkel, Knopper, Van der Schaaf, Janssen, De Mul (Benson/64 ), Junker , Rojer (Hersi/46) | Peersman, Janse , Van Nieuwstadt, Van Mosselveld, Valencia, Assou-Ekotto , Victoria, Agustien, Hadouir (Bobson/78), Dembélé, Wilmet (Fehér/72) |  |
| Stadion: GelreDome, Arnhem Toeschouwers: 18.900 Scheidsrechter: Eric Braamhaar |                                         |           |                       | Wapenaar, Swerts, Knol, Dingsdag, Fränkel, Knopper, Van der Schaaf, Janssen, De Mul (Benson/64 ), Junker , Rojer (Hersi/46) | Peersman, Janse , Van Nieuwstadt, Van Mosselveld, Valencia, Assou-Ekotto , Victoria, Agustien, Hadouir (Bobson/78), Dembélé, Wilmet (Fehér/72) |  |
| Stadion: GelreDome, Arnhem Toeschouwers: 18.900 Scheidsrechter: Eric Braamhaar |                                         |           |                       | Wapenaar, Swerts, Knol, Dingsdag, Fränkel, Knopper, Van der Schaaf, Janssen, De Mul (Benson/64 ), Junker , Rojer (Hersi/46) | Peersman, Janse , Van Nieuwstadt, Van Mosselveld, Valencia, Assou-Ekotto , Victoria, Agustien, Hadouir (Bobson/78), Dembélé, Wilmet (Fehér/72) |  |
|                                                                                |                                         |           |                       | | |  |

| 28 januari 2006, 19u30                                                                | Willem II                                         | 2-2 (2-0) | N.E.C.                                      | Opstelling Willem II | Opstelling N.E.C. |  |
| Stadion: Willem II Stadion, Tilburg Toeschouwers: 11.800 Scheidsrechter: Jan Wegereef | '8 Mousa Dembélé 1-0 '25 Frank van Mosselveld 2-0 |           | 2-1 David Jones '76 2-2 David Jones '84/pen | Zoïs, Janse, Van Nieuwstadt, Van Mosselveld, Valencia , Assou-Ekotto , Victoria, Agustien (Smit/62), Hadouir (Bobson/71), Dembélé, Wilmet | Babos, Wielaert, Olsson (Grot/75), Wisgerhof , Leiwakabessy, Barreto, Boutahar (Takak/62), Van der Doelen, Jones , Niedzielan, Denneboom |  |
| Stadion: Willem II Stadion, Tilburg Toeschouwers: 11.800 Scheidsrechter: Jan Wegereef |                                                   |           |                                             | Zoïs, Janse, Van Nieuwstadt, Van Mosselveld, Valencia , Assou-Ekotto , Victoria, Agustien (Smit/62), Hadouir (Bobson/71), Dembélé, Wilmet | Babos, Wielaert, Olsson (Grot/75), Wisgerhof , Leiwakabessy, Barreto, Boutahar (Takak/62), Van der Doelen, Jones , Niedzielan, Denneboom |  |
| Stadion: Willem II Stadion, Tilburg Toeschouwers: 11.800 Scheidsrechter: Jan Wegereef |                                                   |           |                                             | Zoïs, Janse, Van Nieuwstadt, Van Mosselveld, Valencia , Assou-Ekotto , Victoria, Agustien (Smit/62), Hadouir (Bobson/71), Dembélé, Wilmet | Babos, Wielaert, Olsson (Grot/75), Wisgerhof , Leiwakabessy, Barreto, Boutahar (Takak/62), Van der Doelen, Jones , Niedzielan, Denneboom |  |
|                                                                                       |                                                   |           |                                             | | |  |

#### Februari 2006
| 3 februari 2006, 20u30                                                            | Willem II                                                                    | 3-1 (0-1) | RBC Roosendaal  | Opstelling Willem II | Opstelling RBC Roosendaal |  |
| Stadion: Willem II Stadion, Tilburg Toeschouwers: 13.500 Scheidsrechter: Dick Jol | '60 Mousa Dembélé 1-1 '90/pen Anouar Hadouir 2-1 '90/e.d. Sidney Lammens 3-1 |           | 0-1 Henk Vos '2 | Peersman, Janse, Van Nieuwstadt, Muslin, Valencia , Assou-Ekotto, Victoria , Agustien (Kerekes/73), Hadouir (Keenan/90), Dembélé, Bobson (Wilmet/73) | Volders, Lammens , Fortes Rodriguez (Molenaar/67), Roumani , Fleur, Acuña (Marcelino/24), Daelemans (Wau/78 ), De Lange, Kpaka, Vos, Sillah |  |
| Stadion: Willem II Stadion, Tilburg Toeschouwers: 13.500 Scheidsrechter: Dick Jol |                                                                              |           |                 | Peersman, Janse, Van Nieuwstadt, Muslin, Valencia , Assou-Ekotto, Victoria , Agustien (Kerekes/73), Hadouir (Keenan/90), Dembélé, Bobson (Wilmet/73) | Volders, Lammens , Fortes Rodriguez (Molenaar/67), Roumani , Fleur, Acuña (Marcelino/24), Daelemans (Wau/78 ), De Lange, Kpaka, Vos, Sillah |  |
| Stadion: Willem II Stadion, Tilburg Toeschouwers: 13.500 Scheidsrechter: Dick Jol |                                                                              |           |                 | Peersman, Janse, Van Nieuwstadt, Muslin, Valencia , Assou-Ekotto, Victoria , Agustien (Kerekes/73), Hadouir (Keenan/90), Dembélé, Bobson (Wilmet/73) | Volders, Lammens , Fortes Rodriguez (Molenaar/67), Roumani , Fleur, Acuña (Marcelino/24), Daelemans (Wau/78 ), De Lange, Kpaka, Vos, Sillah |  |
|                                                                                   |                                                                              |           |                 | | |  |

| 8 februari 2006, 20u15                                                                   | AFC Ajax                 | 1-0 (0-0) | Willem II | Opstelling AFC Ajax | Opstelling Willem II |  |
| Stadion: Amsterdam ArenA, Amsterdam Toeschouwers: 37.000 Scheidsrechter: Dick van Egmond | '55 Markus Rosenberg 1-0 |           |           | Stekelenburg, Grygera, Maduro, Vermaelen, Emanuelson (Juanfrán/87), Galásek (Heitinga/46), Sarpong (Schilder/83), Lindenbergh, Rosales, Rosenberg, Huntelaar | Peersman, Janse, Van Nieuwstadt, Muslin, Valencia (Van der Haar/79), Assou-Ekotto , Keenan, Agustien (Bobson/76), Hadouir, Dembélé (Kerekes/46), Wilmet |  |
| Stadion: Amsterdam ArenA, Amsterdam Toeschouwers: 37.000 Scheidsrechter: Dick van Egmond |                          |           |           | Stekelenburg, Grygera, Maduro, Vermaelen, Emanuelson (Juanfrán/87), Galásek (Heitinga/46), Sarpong (Schilder/83), Lindenbergh, Rosales, Rosenberg, Huntelaar | Peersman, Janse, Van Nieuwstadt, Muslin, Valencia (Van der Haar/79), Assou-Ekotto , Keenan, Agustien (Bobson/76), Hadouir, Dembélé (Kerekes/46), Wilmet |  |
| Stadion: Amsterdam ArenA, Amsterdam Toeschouwers: 37.000 Scheidsrechter: Dick van Egmond |                          |           |           | Stekelenburg, Grygera, Maduro, Vermaelen, Emanuelson (Juanfrán/87), Galásek (Heitinga/46), Sarpong (Schilder/83), Lindenbergh, Rosales, Rosenberg, Huntelaar | Peersman, Janse, Van Nieuwstadt, Muslin, Valencia (Van der Haar/79), Assou-Ekotto , Keenan, Agustien (Bobson/76), Hadouir, Dembélé (Kerekes/46), Wilmet |  |
|                                                                                          |                          |           |           | | |  |

| 11 februari 2006, 20u00                                                                  | RKC Waalwijk           | 1-0 (0-0) | Willem II | Opstelling RKC Waalwijk | Opstelling Willem II |  |
| Stadion: Mandemakers Stadion, Waalwijk Toeschouwers: 6.100 Scheidsrechter: Ben Haverkort | '85 Jochen Janssen 1-0 |           |           | Van Dijk, Mulder (Zuiverloon/76), Keller, Bakens, Van Haaren (Fung a Wing/73), Mathijssen, Krohn-Deli (Berger/84), Fuchs, De Ceulaer, Janssen, Lurling | Peersman, Janse , Van Nieuwstadt, Muslin, Valencia, Assou-Ekotto (Agustien/46), Keenan, Victoria (Fehér/78 ), Hadouir (Wau/88), Dembélé, Wilmet |  |
| Stadion: Mandemakers Stadion, Waalwijk Toeschouwers: 6.100 Scheidsrechter: Ben Haverkort |                        |           |           | Van Dijk, Mulder (Zuiverloon/76), Keller, Bakens, Van Haaren (Fung a Wing/73), Mathijssen, Krohn-Deli (Berger/84), Fuchs, De Ceulaer, Janssen, Lurling | Peersman, Janse , Van Nieuwstadt, Muslin, Valencia, Assou-Ekotto (Agustien/46), Keenan, Victoria (Fehér/78 ), Hadouir (Wau/88), Dembélé, Wilmet |  |
| Stadion: Mandemakers Stadion, Waalwijk Toeschouwers: 6.100 Scheidsrechter: Ben Haverkort |                        |           |           | Van Dijk, Mulder (Zuiverloon/76), Keller, Bakens, Van Haaren (Fung a Wing/73), Mathijssen, Krohn-Deli (Berger/84), Fuchs, De Ceulaer, Janssen, Lurling | Peersman, Janse , Van Nieuwstadt, Muslin, Valencia, Assou-Ekotto (Agustien/46), Keenan, Victoria (Fehér/78 ), Hadouir (Wau/88), Dembélé, Wilmet |  |
|                                                                                          |                        |           |           | | |  |

| 19 februari 2006, 14u30                                                           | Willem II                                      | 2-0 (2-0) | NAC Breda | Opstelling Willem II | Opstelling NAC Breda |  |
| Stadion: Willem II Stadion, Tilburg Toeschouwers: 12.500 Scheidsrechter: Dick Jol | '25/e.d. Evander Sno 1-0 '27 Mousa Dembélé 2-0 |           |           | Peersman, Wau (Janse/66), Van Nieuwstadt, Van der Struijk, Valencia, Assou-Ekotto, Victoria, Agustien (Redan/72), Keenan (Bobson/43), Dembélé, Kerekes | Van Zwam, Elshot, Zwaanswijk, Derijck, Vidmar (Rigters/37), Mendes da Silva, Pető (Vonlanthen/63), Sno, Jenner, Leonardo, Diba |  |
| Stadion: Willem II Stadion, Tilburg Toeschouwers: 12.500 Scheidsrechter: Dick Jol |                                                |           |           | Peersman, Wau (Janse/66), Van Nieuwstadt, Van der Struijk, Valencia, Assou-Ekotto, Victoria, Agustien (Redan/72), Keenan (Bobson/43), Dembélé, Kerekes | Van Zwam, Elshot, Zwaanswijk, Derijck, Vidmar (Rigters/37), Mendes da Silva, Pető (Vonlanthen/63), Sno, Jenner, Leonardo, Diba |  |
| Stadion: Willem II Stadion, Tilburg Toeschouwers: 12.500 Scheidsrechter: Dick Jol |                                                |           |           | Peersman, Wau (Janse/66), Van Nieuwstadt, Van der Struijk, Valencia, Assou-Ekotto, Victoria, Agustien (Redan/72), Keenan (Bobson/43), Dembélé, Kerekes | Van Zwam, Elshot, Zwaanswijk, Derijck, Vidmar (Rigters/37), Mendes da Silva, Pető (Vonlanthen/63), Sno, Jenner, Leonardo, Diba |  |
|                                                                                   |                                                |           |           | | |  |

| 25 februari 2006, 20u00                                                          | Sparta Rotterdam                                                 | 3-2 (2-0) | Willem II                                | Opstelling Sparta Rotterdam | Opstelling Willem II |  |
| Stadion: Het Kasteel, Rotterdam Toeschouwers: 9.956 Scheidsrechter: René Temmink | '8 Yuri Rose 1-0 '33 Anthony Obodai 2-0 '86 Rachid Bouaouzan 3-1 |           | 2-1 Iwan Redan '80 3-2 Kemy Agustien '90 | Ponk, De Fauw, Schenkel, Gudde, Gudelj, Obodai, Van den Bergh , Van Bueren (Olfers/86), Rose (Bouaouzan/72), Van Tornhout, Oost (Polak/78) | Peersman, Wau, Van Nieuwstadt (Hadouir/76), Frank van der Struijk , Valencia, Assou-Ekotto, Agustien, Victoria (Redan/46), Keenan (Bobson/46), Dembélé, Kerekes |  |
| Stadion: Het Kasteel, Rotterdam Toeschouwers: 9.956 Scheidsrechter: René Temmink |                                                                  |           |                                          | Ponk, De Fauw, Schenkel, Gudde, Gudelj, Obodai, Van den Bergh , Van Bueren (Olfers/86), Rose (Bouaouzan/72), Van Tornhout, Oost (Polak/78) | Peersman, Wau, Van Nieuwstadt (Hadouir/76), Frank van der Struijk , Valencia, Assou-Ekotto, Agustien, Victoria (Redan/46), Keenan (Bobson/46), Dembélé, Kerekes |  |
| Stadion: Het Kasteel, Rotterdam Toeschouwers: 9.956 Scheidsrechter: René Temmink |                                                                  |           |                                          | Ponk, De Fauw, Schenkel, Gudde, Gudelj, Obodai, Van den Bergh , Van Bueren (Olfers/86), Rose (Bouaouzan/72), Van Tornhout, Oost (Polak/78) | Peersman, Wau, Van Nieuwstadt (Hadouir/76), Frank van der Struijk , Valencia, Assou-Ekotto, Agustien, Victoria (Redan/46), Keenan (Bobson/46), Dembélé, Kerekes |  |
|                                                                                  |                                                                  |           |                                          | | |  |

#### Maart 2006
| 4 maart 2006, 19u30                                                                  | Willem II                                                                                                 | 5-0 (1-0) | FC Groningen | Opstelling Willem II | Opstelling FC Groningen |  |
| Stadion: Willem II Stadion, Tilburg Toeschouwers: 12.000 Scheidsrechter: Bas Nijhuis | '29 José Valencia 1-0 '48 Anouar Hadouir 2-0 '51 Nuelson Wau 3-0 '56 Iwan Redan 4-0 '58 Mousa Dembélé 5-0 |           |              | Peersman, Wau, Victoria, Van der Struijk, Valencia (Van der Haar/82), Hadouir, Assou-Ekotto, Agustien (Smit/82), Keenan, Dembélé, Redan (Bobson/71) | Roorda, Buijs, Sankoh, Kruiswijk, Van der Linden, Lindgren, Matthijs, Fledderus (Levchenko/59), Van de Laak (Seedorf/46), Nevland , Cornelisse |  |
| Stadion: Willem II Stadion, Tilburg Toeschouwers: 12.000 Scheidsrechter: Bas Nijhuis | |           |              | Peersman, Wau, Victoria, Van der Struijk, Valencia (Van der Haar/82), Hadouir, Assou-Ekotto, Agustien (Smit/82), Keenan, Dembélé, Redan (Bobson/71) | Roorda, Buijs, Sankoh, Kruiswijk, Van der Linden, Lindgren, Matthijs, Fledderus (Levchenko/59), Van de Laak (Seedorf/46), Nevland , Cornelisse |  |
| Stadion: Willem II Stadion, Tilburg Toeschouwers: 12.000 Scheidsrechter: Bas Nijhuis | |           |              | Peersman, Wau, Victoria, Van der Struijk, Valencia (Van der Haar/82), Hadouir, Assou-Ekotto, Agustien (Smit/82), Keenan, Dembélé, Redan (Bobson/71) | Roorda, Buijs, Sankoh, Kruiswijk, Van der Linden, Lindgren, Matthijs, Fledderus (Levchenko/59), Van de Laak (Seedorf/46), Nevland , Cornelisse |  |
|                                                                                      | |           |              | | |  |

| 12 maart 2006, 14u30                                                                    | Willem II          | 1-3 (1-1) | AZ                                                                | Opstelling Willem II | Opstelling AZ |  |
| Stadion: Willem II Stadion, Tilburg Toeschouwers: 12.200 Scheidsrechter: Tom van Sichem | '16 Iwan Redan 1-1 |           | 0-1 Haris Međunjanin '5 1-2 Steinsson '59 1-3 Stein Huysegems '88 | Peersman, Wau, Victoria , Van der Struijk, Valencia , Hadouir (Kerekes/78), Assou-Ekotto, Agustien, Keenan (Bobson/78), Dembélé, Redan | Timmer, Steinsson, Opdam, Mathijsen, De Cler , Landzaat, Međunjanin (Van Galen/55), Schaars (De Zeeuw/52), Meerdink, Koevermans (Huysegems/70), Pérez |  |
| Stadion: Willem II Stadion, Tilburg Toeschouwers: 12.200 Scheidsrechter: Tom van Sichem |                    |           |                                                                   | Peersman, Wau, Victoria , Van der Struijk, Valencia , Hadouir (Kerekes/78), Assou-Ekotto, Agustien, Keenan (Bobson/78), Dembélé, Redan | Timmer, Steinsson, Opdam, Mathijsen, De Cler , Landzaat, Međunjanin (Van Galen/55), Schaars (De Zeeuw/52), Meerdink, Koevermans (Huysegems/70), Pérez |  |
| Stadion: Willem II Stadion, Tilburg Toeschouwers: 12.200 Scheidsrechter: Tom van Sichem |                    |           |                                                                   | Peersman, Wau, Victoria , Van der Struijk, Valencia , Hadouir (Kerekes/78), Assou-Ekotto, Agustien, Keenan (Bobson/78), Dembélé, Redan | Timmer, Steinsson, Opdam, Mathijsen, De Cler , Landzaat, Međunjanin (Van Galen/55), Schaars (De Zeeuw/52), Meerdink, Koevermans (Huysegems/70), Pérez |  |
|                                                                                         |                    |           |                                                                   | | |  |

| 18 maart 2006, 19u30                                                            | Heracles Almelo     | 1-0 (1-0) | Willem II | Opstelling Heracles Almelo | Opstelling Willem II |  |
| Stadion: Polman Stadion, Almelo Toeschouwers: 8.800 Scheidsrechter: Pieter Vink | '7 Mika Nurmela 1-0 |           |           | Pieckenhagen, Jansen, Hoogma, Reekers, De Vries, Höcher (Sluijter/46), Maas , Tanghe, Nurmela, Hirayama (Looms/72), Tamerus (Quansah/90) | Zoïs, Wau , Muslin, Frank van der Struijk , Van Mosselveld, Hadouir (Reuser/63), Agustien, Victoria, Keenan (Kerekes/82), Dembélé, Redan (Bobson/63) |  |
| Stadion: Polman Stadion, Almelo Toeschouwers: 8.800 Scheidsrechter: Pieter Vink |                     |           |           | Pieckenhagen, Jansen, Hoogma, Reekers, De Vries, Höcher (Sluijter/46), Maas , Tanghe, Nurmela, Hirayama (Looms/72), Tamerus (Quansah/90) | Zoïs, Wau , Muslin, Frank van der Struijk , Van Mosselveld, Hadouir (Reuser/63), Agustien, Victoria, Keenan (Kerekes/82), Dembélé, Redan (Bobson/63) |  |
| Stadion: Polman Stadion, Almelo Toeschouwers: 8.800 Scheidsrechter: Pieter Vink |                     |           |           | Pieckenhagen, Jansen, Hoogma, Reekers, De Vries, Höcher (Sluijter/46), Maas , Tanghe, Nurmela, Hirayama (Looms/72), Tamerus (Quansah/90) | Zoïs, Wau , Muslin, Frank van der Struijk , Van Mosselveld, Hadouir (Reuser/63), Agustien, Victoria, Keenan (Kerekes/82), Dembélé, Redan (Bobson/63) |  |
|                                                                                 |                     |           |           | | |  |

| 25 maart 2006, 19u30                                                                | Willem II | 0-3 (0-2) | PSV                                                         | Opstelling Willem II | Opstelling PSV |  |
| Stadion: Willem II Stadion, Tilburg Toeschouwers: 14.100 Scheidsrechter: Kevin Blom |           |           | 0-1 Ismaïl Aissati '5 0-2 Eric Addo '45 0-3 Arouna Koné '46 | Peersman, Wau, Victoria, Muslin, Valencia, Hadouir, Assou-Ekotto, Agustien, Keenan, Dembélé (Kerekes/67), Redan (Reuser/46 ) | Zoetebier, Lucius, Alex, Addo , Ball (Lamey/57), Aissati (Väyrynen/62), Simons, Cocu, Farfán, Koné (Beerens/76), Beasley |  |
| Stadion: Willem II Stadion, Tilburg Toeschouwers: 14.100 Scheidsrechter: Kevin Blom |           |           |                                                             | Peersman, Wau, Victoria, Muslin, Valencia, Hadouir, Assou-Ekotto, Agustien, Keenan, Dembélé (Kerekes/67), Redan (Reuser/46 ) | Zoetebier, Lucius, Alex, Addo , Ball (Lamey/57), Aissati (Väyrynen/62), Simons, Cocu, Farfán, Koné (Beerens/76), Beasley |  |
| Stadion: Willem II Stadion, Tilburg Toeschouwers: 14.100 Scheidsrechter: Kevin Blom |           |           |                                                             | Peersman, Wau, Victoria, Muslin, Valencia, Hadouir, Assou-Ekotto, Agustien, Keenan, Dembélé (Kerekes/67), Redan (Reuser/46 ) | Zoetebier, Lucius, Alex, Addo , Ball (Lamey/57), Aissati (Väyrynen/62), Simons, Cocu, Farfán, Koné (Beerens/76), Beasley |  |
|                                                                                     |           |           |                                                             | | |  |

#### April 2006
| 1 april 2006, 19u30                                                                     | ADO Den Haag        | 1-1 (0-0) | Willem II              | Opstelling ADO Den Haag | Opstelling Willem II |  |
| Stadion: Zuiderparkstadion, Den Haag Toeschouwers: 9.018 Scheidsrechter: Eric Braamhaar | '90 Roy Stroeve 1-1 |           | 0-1 Moussa Dembélé '74 | Drobný, Bakkati (Bodde/82), Saavedra, Gibbs, Rząsa, De Graaf, Jungschläger, Ranković (Stroeve/82), Kolkka, Den Ouden (Elia/62), Mols | Peersman, Wau , Victoria, Frank van der Struijk, Valencia, Smit (Fehér/72), Agustien, Assou-Ekotto, Keenan, Dembélé, Kerekes (Wilmet/82) |  |
| Stadion: Zuiderparkstadion, Den Haag Toeschouwers: 9.018 Scheidsrechter: Eric Braamhaar |                     |           |                        | Drobný, Bakkati (Bodde/82), Saavedra, Gibbs, Rząsa, De Graaf, Jungschläger, Ranković (Stroeve/82), Kolkka, Den Ouden (Elia/62), Mols | Peersman, Wau , Victoria, Frank van der Struijk, Valencia, Smit (Fehér/72), Agustien, Assou-Ekotto, Keenan, Dembélé, Kerekes (Wilmet/82) |  |
| Stadion: Zuiderparkstadion, Den Haag Toeschouwers: 9.018 Scheidsrechter: Eric Braamhaar |                     |           |                        | Drobný, Bakkati (Bodde/82), Saavedra, Gibbs, Rząsa, De Graaf, Jungschläger, Ranković (Stroeve/82), Kolkka, Den Ouden (Elia/62), Mols | Peersman, Wau , Victoria, Frank van der Struijk, Valencia, Smit (Fehér/72), Agustien, Assou-Ekotto, Keenan, Dembélé, Kerekes (Wilmet/82) |  |
|                                                                                         |                     |           |                        | | |  |

| 9 april 2006, 14u30                                                                     | Willem II                            | 2-2 (2-1) | Roda JC                                  | Opstelling Willem II | Opstelling Roda JC |  |
| Stadion: Willem II Stadion, Tilburg Toeschouwers: 12.540 Scheidsrechter: Tom van Sichem | '6 Iwan Redan 1-0 '41 Arvid Smit 2-1 |           | 0-1 Cristiano '19 2-2 Humphrey Rudge '65 | Zoïs, Janse (Van Mosselveld/77), Victoria , Van der Struijk, Valencia, Fehér, Smit (Reuser/75), Agustien , Keenan, Dembélé , Redan (Kerekes/62) | Kujović, Saeijs (Vicelich/78), Kah, Voigt (Rudge/46), Lachambre , Leemans, Van Dijk , Sergio, Cziommer, Cissé, Cristiano |  |
| Stadion: Willem II Stadion, Tilburg Toeschouwers: 12.540 Scheidsrechter: Tom van Sichem |                                      |           |                                          | Zoïs, Janse (Van Mosselveld/77), Victoria , Van der Struijk, Valencia, Fehér, Smit (Reuser/75), Agustien , Keenan, Dembélé , Redan (Kerekes/62) | Kujović, Saeijs (Vicelich/78), Kah, Voigt (Rudge/46), Lachambre , Leemans, Van Dijk , Sergio, Cziommer, Cissé, Cristiano |  |
| Stadion: Willem II Stadion, Tilburg Toeschouwers: 12.540 Scheidsrechter: Tom van Sichem |                                      |           |                                          | Zoïs, Janse (Van Mosselveld/77), Victoria , Van der Struijk, Valencia, Fehér, Smit (Reuser/75), Agustien , Keenan, Dembélé , Redan (Kerekes/62) | Kujović, Saeijs (Vicelich/78), Kah, Voigt (Rudge/46), Lachambre , Leemans, Van Dijk , Sergio, Cziommer, Cissé, Cristiano |  |
|                                                                                         |                                      |           |                                          | | |  |

| 12 april 2006, 20u00                                                                      | Willem II                                                                         | 4-3 (2-1) | sc Heerenveen                                                      | Opstelling Willem II | Opstelling sc Heerenveen |  |
| Stadion: Willem II Stadion, Tilburg Toeschouwers: 12.450 Scheidsrechter: Peter van Dongen | '11 Mousa Dembélé 1-0 '20 Iwan Redan 2-0 '71 Mousa Dembélé 3-3 '90 Iwan Redan 4-3 |           | 2-1 Mark de Vries '44 2-2 Paul Bosvelt '59 2-3 Arnold Bruggink '63 | Zoïs, Fehér , Van der Struijk, Van Mosselveld, Van der Haar, Hadouir , Mathieu Assou-Ekotto, Agustien (Reuser/70), Keenan, Dembélé, Redan | Vandenbussche, Poulsen, Hansson, Seip, Jeroen Drost, Nørregaard (Prager/46), Bosvelt, Pranjić, Hanssen (Henrico Drost/56), Bruggink, Nilsson (De Vries/32) |  |
| Stadion: Willem II Stadion, Tilburg Toeschouwers: 12.450 Scheidsrechter: Peter van Dongen |                                                                                   |           |                                                                    | Zoïs, Fehér , Van der Struijk, Van Mosselveld, Van der Haar, Hadouir , Mathieu Assou-Ekotto, Agustien (Reuser/70), Keenan, Dembélé, Redan | Vandenbussche, Poulsen, Hansson, Seip, Jeroen Drost, Nørregaard (Prager/46), Bosvelt, Pranjić, Hanssen (Henrico Drost/56), Bruggink, Nilsson (De Vries/32) |  |
| Stadion: Willem II Stadion, Tilburg Toeschouwers: 12.450 Scheidsrechter: Peter van Dongen |                                                                                   |           |                                                                    | Zoïs, Fehér , Van der Struijk, Van Mosselveld, Van der Haar, Hadouir , Mathieu Assou-Ekotto, Agustien (Reuser/70), Keenan, Dembélé, Redan | Vandenbussche, Poulsen, Hansson, Seip, Jeroen Drost, Nørregaard (Prager/46), Bosvelt, Pranjić, Hanssen (Henrico Drost/56), Bruggink, Nilsson (De Vries/32) |  |
|                                                                                           |                                                                                   |           |                                                                    | | |  |

| 16 april 2006, 14u30                                                                       | FC Utrecht        | 1-4 (1-1) | Willem II                                                                            | Opstelling FC Utrecht | Opstelling Willem II |  |
| Stadion: Stadion Galgenwaard, Utrecht Toeschouwers: 22.500 Scheidsrechter: Dick van Egmond | '1 Tom Caluwé 1-0 |           | 1-1 Iwan Redan '17 1-2 Zsombor Kerekes '49 1-3 Iwan Redan '54 1-4 Martijn Reuser '84 | Terol, Tiendalli (Rossini/67), Van Steensel, Keller (Van Buuren/62), Braafheid, Caluwé, De Jong , Somers, Ramzi (Douglas/63), Nelisse, Van den Bergh | Peersman, Wau, Victoria (Van Nieuwstadt/46), Van Mosselveld, Valencia, Reuser, Agustien (Smit/74), Assou-Ekotto, Keenan , Dembélé (Kerekes/46), Redan |  |
| Stadion: Stadion Galgenwaard, Utrecht Toeschouwers: 22.500 Scheidsrechter: Dick van Egmond |                   |           |                                                                                      | Terol, Tiendalli (Rossini/67), Van Steensel, Keller (Van Buuren/62), Braafheid, Caluwé, De Jong , Somers, Ramzi (Douglas/63), Nelisse, Van den Bergh | Peersman, Wau, Victoria (Van Nieuwstadt/46), Van Mosselveld, Valencia, Reuser, Agustien (Smit/74), Assou-Ekotto, Keenan , Dembélé (Kerekes/46), Redan |  |
| Stadion: Stadion Galgenwaard, Utrecht Toeschouwers: 22.500 Scheidsrechter: Dick van Egmond |                   |           |                                                                                      | Terol, Tiendalli (Rossini/67), Van Steensel, Keller (Van Buuren/62), Braafheid, Caluwé, De Jong , Somers, Ramzi (Douglas/63), Nelisse, Van den Bergh | Peersman, Wau, Victoria (Van Nieuwstadt/46), Van Mosselveld, Valencia, Reuser, Agustien (Smit/74), Assou-Ekotto, Keenan , Dembélé (Kerekes/46), Redan |  |
|                                                                                            |                   |           |                                                                                      | | |  |

### Play-offs promotie/degradatie
| 21 april 2006, 20u00                                                                 | FC Zwolle                              | 2-4 (2-1) | Willem II                                                                      | Opstelling FC Zwolle | Opstelling Willem II |  |
| Stadion: Oosterenkstadion, Zwolle Toeschouwers: 4.850 Scheidsrechter: Pol van Boekel | '26 Santi Kolk 1-1 '44 Dion Esajas 2-1 |           | 0-1 Anouar Hadouir '9 '65 Iwan Redan 2-2 '87 Iwan Redan 2-3 '90 Arvid Smit 2-4 | Boer, Zandstra, Almeida, Hooiveld, Breinburg, Hogenkamp , Van den Ouweland, Rossen (Teelen/55), Kolk (Van der Wal, Esajas, Korf | Zoïs, Wau, Victoria, Frank van der Struijk, Valencia, Hadouir (Smit/76), Agustien (Reuser/46), Assou-Ekotto , Keenan, Dembélé, Redan (Kerekes/89) |  |
| Stadion: Oosterenkstadion, Zwolle Toeschouwers: 4.850 Scheidsrechter: Pol van Boekel |                                        |           |                                                                                | Boer, Zandstra, Almeida, Hooiveld, Breinburg, Hogenkamp , Van den Ouweland, Rossen (Teelen/55), Kolk (Van der Wal, Esajas, Korf | Zoïs, Wau, Victoria, Frank van der Struijk, Valencia, Hadouir (Smit/76), Agustien (Reuser/46), Assou-Ekotto , Keenan, Dembélé, Redan (Kerekes/89) |  |
| Stadion: Oosterenkstadion, Zwolle Toeschouwers: 4.850 Scheidsrechter: Pol van Boekel |                                        |           |                                                                                | Boer, Zandstra, Almeida, Hooiveld, Breinburg, Hogenkamp , Van den Ouweland, Rossen (Teelen/55), Kolk (Van der Wal, Esajas, Korf | Zoïs, Wau, Victoria, Frank van der Struijk, Valencia, Hadouir (Smit/76), Agustien (Reuser/46), Assou-Ekotto , Keenan, Dembélé, Redan (Kerekes/89) |  |
|                                                                                      |                                        |           |                                                                                | | |  |

| 24 april 2006, 20u00                                                                     | Willem II | 6-2 (3-1) | FC Zwolle                              | Opstelling Willem II | Opstelling FC Zwolle |  |
| Stadion: Willem II Stadion, Tilburg Toeschouwers: 12.500 Scheidsrechter: Jack van Hulten | '35 Martijn Reuser 1-1 '37 Zsombor Kerekes 2-1 '44 Martijn Reuser 3-1 '75 Joe Keenan 4-2 '79 Martijn Reuser 5-2 '86 Hadouir 6-2 |           | 0-1 Santi Kolk '27 3-2 Dion Esajas '59 | Peersman, Wau, Van Nieuwstadt , Van Mosselveld, Van der Haar (Valencia/60), Fehér, Smit (Agustien/46), Reuser, Keenan, Kerekes (Hadouir/77), Redan | Boer, Zandstra, Almeida , Hooiveld, Breinburg, Zuidam, Van den Ouweland, Hogenkamp (Van der Wal/63), Kolk, Esajas (Stefan Jansen/85), Korf (Anco Jansen/70) |  |
| Stadion: Willem II Stadion, Tilburg Toeschouwers: 12.500 Scheidsrechter: Jack van Hulten | |           |                                        | Peersman, Wau, Van Nieuwstadt , Van Mosselveld, Van der Haar (Valencia/60), Fehér, Smit (Agustien/46), Reuser, Keenan, Kerekes (Hadouir/77), Redan | Boer, Zandstra, Almeida , Hooiveld, Breinburg, Zuidam, Van den Ouweland, Hogenkamp (Van der Wal/63), Kolk, Esajas (Stefan Jansen/85), Korf (Anco Jansen/70) |  |
| Stadion: Willem II Stadion, Tilburg Toeschouwers: 12.500 Scheidsrechter: Jack van Hulten | |           |                                        | Peersman, Wau, Van Nieuwstadt , Van Mosselveld, Van der Haar (Valencia/60), Fehér, Smit (Agustien/46), Reuser, Keenan, Kerekes (Hadouir/77), Redan | Boer, Zandstra, Almeida , Hooiveld, Breinburg, Zuidam, Van den Ouweland, Hogenkamp (Van der Wal/63), Kolk, Esajas (Stefan Jansen/85), Korf (Anco Jansen/70) |  |
|                                                                                          | |           |                                        | | |  |

| 5 mei 2006, 20u00                                                                      | De Graafschap | 0-1 (0-0) | Willem II               | Opstelling De Graafschap | Opstelling Willem II |  |
| Stadion: De Vijverberg, Doetinchem Toeschouwers: 11.000 Scheidsrechter: Eric Braamhaar |               |           | 0-1 Zsombor Kerekes '87 | Van Fessem, Bot, Bus, Volmer, Te Boekhorst, Rogier Meijer , Van den Ouweland, Robbemond (Roelofsen/88), De Visscher, De Groot (Van Beukering/70), Ax | Peersman, Wau, Victoria , Frank van der Struijk, Valencia, Reuser (Smit/90), Agustien, Assou-Ekotto, Keenan (Bobson/49), Dembélé, Redan (Kerekes/82) |  |
| Stadion: De Vijverberg, Doetinchem Toeschouwers: 11.000 Scheidsrechter: Eric Braamhaar |               |           |                         | Van Fessem, Bot, Bus, Volmer, Te Boekhorst, Rogier Meijer , Van den Ouweland, Robbemond (Roelofsen/88), De Visscher, De Groot (Van Beukering/70), Ax | Peersman, Wau, Victoria , Frank van der Struijk, Valencia, Reuser (Smit/90), Agustien, Assou-Ekotto, Keenan (Bobson/49), Dembélé, Redan (Kerekes/82) |  |
| Stadion: De Vijverberg, Doetinchem Toeschouwers: 11.000 Scheidsrechter: Eric Braamhaar |               |           |                         | Van Fessem, Bot, Bus, Volmer, Te Boekhorst, Rogier Meijer , Van den Ouweland, Robbemond (Roelofsen/88), De Visscher, De Groot (Van Beukering/70), Ax | Peersman, Wau, Victoria , Frank van der Struijk, Valencia, Reuser (Smit/90), Agustien, Assou-Ekotto, Keenan (Bobson/49), Dembélé, Redan (Kerekes/82) |  |
|                                                                                        |               |           |                         | | |  |

| 9 mei 2006, 20u00                                                                     | Willem II                                   | 2-1 (1-0) | De Graafschap               | Opstelling Willem II | Opstelling De Graafschap |  |
| Stadion: Willem II Stadion, Tilburg Toeschouwers: 13.800 Scheidsrechter: René Temmink | '14 Kemy Agustien 1-0 '79 Mousa Dembélé 2-0 |           | 2-1 Jeffrey de Visscher '90 | Peersman, Wau, Van der Struijk , Victoria, Valencia (Van der Haar/46), Reuser, Agustien (Van Mosselveld/76), Assou-Ekotto, Bobson (Fehér/71), Dembélé, Redan | Van Fessem, Bot , Bus, Volmer, Te Boekhorst , Meijer, Van den Ouweland, Robbemond (Ax/65), De Visscher , De Groot (Roelofsen/77), Van Beukering |  |
| Stadion: Willem II Stadion, Tilburg Toeschouwers: 13.800 Scheidsrechter: René Temmink |                                             |           |                             | Peersman, Wau, Van der Struijk , Victoria, Valencia (Van der Haar/46), Reuser, Agustien (Van Mosselveld/76), Assou-Ekotto, Bobson (Fehér/71), Dembélé, Redan | Van Fessem, Bot , Bus, Volmer, Te Boekhorst , Meijer, Van den Ouweland, Robbemond (Ax/65), De Visscher , De Groot (Roelofsen/77), Van Beukering |  |
| Stadion: Willem II Stadion, Tilburg Toeschouwers: 13.800 Scheidsrechter: René Temmink |                                             |           |                             | Peersman, Wau, Van der Struijk , Victoria, Valencia (Van der Haar/46), Reuser, Agustien (Van Mosselveld/76), Assou-Ekotto, Bobson (Fehér/71), Dembélé, Redan | Van Fessem, Bot , Bus, Volmer, Te Boekhorst , Meijer, Van den Ouweland, Robbemond (Ax/65), De Visscher , De Groot (Roelofsen/77), Van Beukering |  |
|                                                                                       |                                             |           |                             | | |  |

### Gatorade Cup
| 20 december 2005, 20u00                                                           | MVV                                                                     | 3-1 (2-1) | Willem II           | Opstelling MVV | Opstelling Willem II |  |
| Stadion: Geusselt, Maastricht Toeschouwers: 5.872 Scheidsrechter: Dick van Egmond | '9 Alexandre Bryssinck 1-0 '44 Damien Miceli 2-1 '74 Harrie Gommans 3-1 |           | 1-1 Csaba Fehér '13 | Van den Ban, Bryssinck, Martha, Winkens, Supusepa (Kruijer/89), Siahaija, Brnčić, Mans , Miceli, Gommans, Muhamadu | Zoïs, Fehér, Van Nieuwstadt, Smit , Van der Haar, Agustien, Reuser, Delanoy, Hadouir , Kerekes (Dembélé/46), Bobson (Ceesay/65) |  |
| Stadion: Geusselt, Maastricht Toeschouwers: 5.872 Scheidsrechter: Dick van Egmond |                                                                         |           |                     | Van den Ban, Bryssinck, Martha, Winkens, Supusepa (Kruijer/89), Siahaija, Brnčić, Mans , Miceli, Gommans, Muhamadu | Zoïs, Fehér, Van Nieuwstadt, Smit , Van der Haar, Agustien, Reuser, Delanoy, Hadouir , Kerekes (Dembélé/46), Bobson (Ceesay/65) |  |
| Stadion: Geusselt, Maastricht Toeschouwers: 5.872 Scheidsrechter: Dick van Egmond |                                                                         |           |                     | Van den Ban, Bryssinck, Martha, Winkens, Supusepa (Kruijer/89), Siahaija, Brnčić, Mans , Miceli, Gommans, Muhamadu | Zoïs, Fehér, Van Nieuwstadt, Smit , Van der Haar, Agustien, Reuser, Delanoy, Hadouir , Kerekes (Dembélé/46), Bobson (Ceesay/65) |  |
|                                                                                   |                                                                         |           |                     | | |  |

ADO Den Haag · 
Ajax · 
AZ · 
Feyenoord · 
FC Groningen · 
sc Heerenveen · 
Heracles Almelo · 
NAC Breda · 
NEC · 
PSV · 
RBC · 
RKC · 
Roda JC · 
Sparta Rotterdam · 
FC Twente · 
FC Utrecht · 
Vitesse · 
Willem II